# مجید اشیمرو
مجید اشیمرو (انگلیسی: Majeed Ashimeru؛ زادهٔ ۱۰ اکتبر ۱۹۹۷) بازیکن فوتبال اهل غنا است که در حال حاضر برای باشگاه فوتبال اندرلشت بازی می‌کند.
از باشگاه‌هایی که در آن بازی کرده‌است می‌توان به آستریا لوستن آئو، ولفسبرگر، سنت گالن و ردبول سالزبورگ اشاره کرد.
وی همچنین در تیم ملی فوتبال غنا بازی کرده‌است.

## دوران باشگاهی

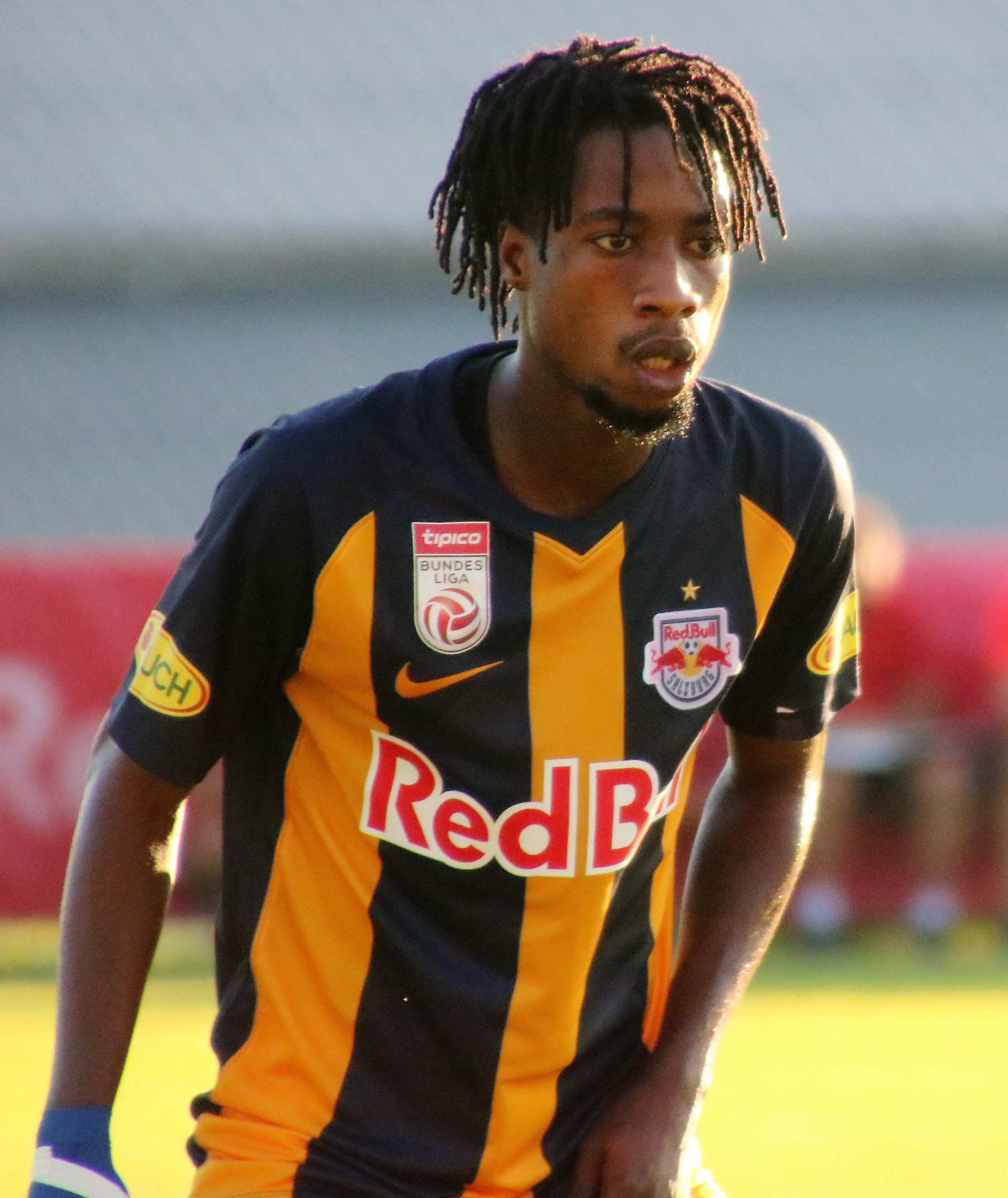
اشمیرو در لباس باشگاه فوتبال سالزبورگ سال 2019

اشیمرو فوتبال خود را از یک تیم کوچک باشگاهی شروع کرد که نامش استرانگ تاور است. او اولین بازی خود را در لیگ برتر پایتخت پلاس برای آکادمی فوتبال غرب آفریقا در ۲۰ مارس ۲۰۱۶ در بازی مقابل لیبرتی پروفشنالز انجام داد و از آنجا این شانس را پیدا کرد که به اتریش، برای پیوستن به ردبول سالزبورگ، جایی که اولین قرارداد حرفه ای خود را امضا کرد، پرواز کند.
او اولین حضور خود در یک تورنمنت معتبر اروپایی را یکی از افتخار آفرین‌ترین لحظات خود می‌داند. زمانی که آنها در ۲ اکتبر ۲۰۱۹ در ورزشگاه آنفیلد با باشگاه فوتبال لیورپول بازی کردند، او در جریان بازی به عنوان بازیکن تعویضی در نیمه دوم برای ردبول سالزبورگ وارد زمین شد.

## دوران ملی
اشیمرو اولین بازی خود را برای تیم ملی فوتبال غنا در ۲۵ مه ۲۰۱۷ در یک بازی دوستانه مقابل تیم ملی فوتبال بنین انجام داد.